# Gombháború
A Gombháború (La Guerre des boutons) Louis Pergaud francia író 1912-ben megjelent regénye a serdültebb ifjúság számára, amelyet szinte az összes európai nyelvre lefordítottak; magyarul Bognár Róbert fordításában jelent meg. A könyv cselekménye és fordulatai több hasonlatosságot mutatnak Molnár Ferenc A Pál utcai fiúk című regényével. Egy történet a barátságról, árulásról és a felnőtté válás rögös útjáról. A könyv alapján több filmadaptáció is készült. A filmek egyikét a Magyar Televízió is bemutatta

## A cselekmény leírása
A regényben két francia falu, Longverne és Velrans fiataljainak küzdelme és mindennapjai jelennek meg. A longverne-i diákok nappal iskolában vannak és folytatják küzdelmüket tanítójukkal Simon bácsival és a plébánossal, de délután és vasárnaponként ádáz csatákat vívnak a szomszédos Velrans kölykeivel. A háború nagyon egyszerűen zajlik, a verekedés közben ejtett foglyok gombjait, cipőfűzőit, nadrágtartóit és gomblyukait bicskával levágják, majd „fölösleges kegyetlenkedés” nélkül hazazavarják. A kezdeti pazarlás után a gombokat gyűjteni kezdik, kunyhót építenek a kincseknek és a „tivornyáknak”, és megszervezik a hátországot az esetleges veszteségek pótlására.
A már-már idilli háborúnak Bacallie árulása vet véget, aki féltékenységből elárulja a longverne-i sereg titkait a velrans-iaknak, akik kifosztják és lerombolják a kunyhót. Az elárultak szörnyű bosszút állnak az árulón, aminek következtében a kártérítéstől rettegő szülők rettenetesen elverik a gyerekeket. Ők azonban visszaszerzik kincseiket, és a szülői fenyegetéssel mit sem törődve állnak készen a további háborúra.

## Szereplők

### Longverne
- Lebrac
- Nagykobak
- Kiskobak
- Cinege
- Pepe
- Gambette
- Duda
- Marie (Pepe nővére)
- Bacallie (az áruló)

### Velrans
- Indián
- Kocsonya
- Csúzliszáj
- Tatti
- Kocka
- Vaksi
- Bubu

### Felnőttek
- szülők
- Simon bácsi, a longverne-iek tanítója

## Magyarul
- Gombháború; ford. Bognár Róbert; Móra, Bp., 1986
- Gombháború. A serdültebb ifjúság számára; ford. Bognár Róbert; Móra, Bp., 1993
- Gombháború. Regény tizenkét éves koromból; ford. Bognár Róbert; Európa, Bp., 2010